# NGC 43

NGC 43

إن جي سي 43 أو NGC 43 مجرة محدبة خافتة للغاية من القدر (12.6)  في كوكبة المرأة المسلسلة. على بعد يقدر بحوالي 220 مليون سنة ضوئية عن النظام الشمسي .يبلغ قطر أن جي سي 40 حوالي 27,000 فرسخ فلكي (88,000 سنة ضوئية).
اكتشفت أن جي سي 40 في (11 نوفمبر 1827) بواسطة الفلكي جون هيرشل.

## وصلات خارجية
- إن جي سي-40 على موقع ويكي سكاي: DSS2, SDSS, GALEX, IRAS, Hydrogen α, X-Ray, Astrophoto, Sky Map, Articles and images